# Башня Святого Мартина
Башня Святого Мартина (нидерл. Martinitoren) — достопримечательность, расположенная в городе Гронинген, Нидерланды. Среди местных городских строений обладает самым высоким церковным шпилем. Башня служит колокольней церкви Святого Мартина.
Расположена в северо-восточном углу Главной рыночной площади (нидерл. Grote Markt). Интерьер башни включает в себя кирпичную винтовую лестницу, состоящую из 260 ступеней, а её карильон содержит 62 колокола. Башня Святого Мартина является одной из главных туристических достопримечательностей Гронингена, с её вершины открывается вид на город и окрестности. На фасаде башни над входом изображены три скульптурных портрета: слепого поэта Бернлефа, святого Мартина Турского и Рудольфа Агриколы. Все трое — исторические личности, связанные с историей Гронингена. Башня наклонена примерно на 0,6 м. Согласно некоторым данным, её фундамент имеет глубину всего три метра. Жители Гронингена называют свою башню d’Olle Grieze, что с местного диалекта переводится как «старая серая».

## История
На месте современной башни ранее существовали ещё две башни. Первая была построена в XIII веке в романском стиле и имела высоту около 30 метров. Она была разрушена в результате удара молнии. В XV веке на этом месте была воздвигнута вторая башня, имела высоту около 45 метров, но и она также была разрушена молнией во время урагана. Современная же башня была построена в период между 1469 и 1482 годами из блоков песчаника, добытых в Бентхайме. Однако её колокольня была закончена только в середине XVI века. Первоначально высота этой башни оценивалась в 102 метра. В её архитектуре прослеживается влияние Кафедральной башни Утрехта.
Зажжение праздничных огней на третьей галерее после ухода из города испанских и валлонских войск в 1577 году привело к частичному обрушению башни. Однако оставшаяся часть сохранила высоту в 69 метров. В XVII веке башня была отремонтирована и достигла нынешней высоты в 97 метров. Впоследствии башня несколько раз подвергалась повреждениям в результате стихийных бедствий и нескольких войн. В одном из колоколов есть отверстие от снаряда, служащее свидетельством тяжёлых боёв, в ходе которых канадские войска освободили Гронинген в конце Второй мировой войны.

## Галерея

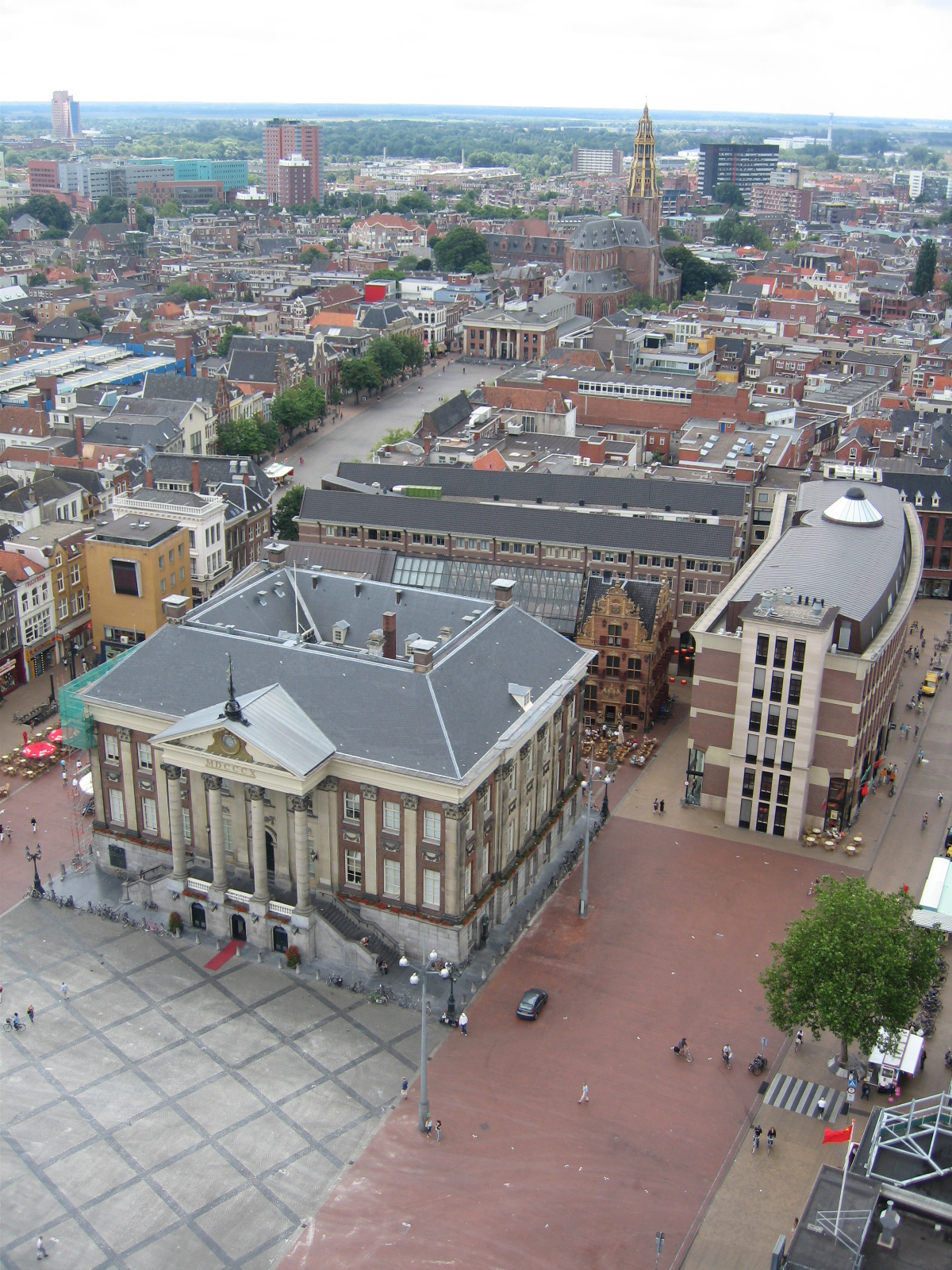
Вид с башни Святого Мартина
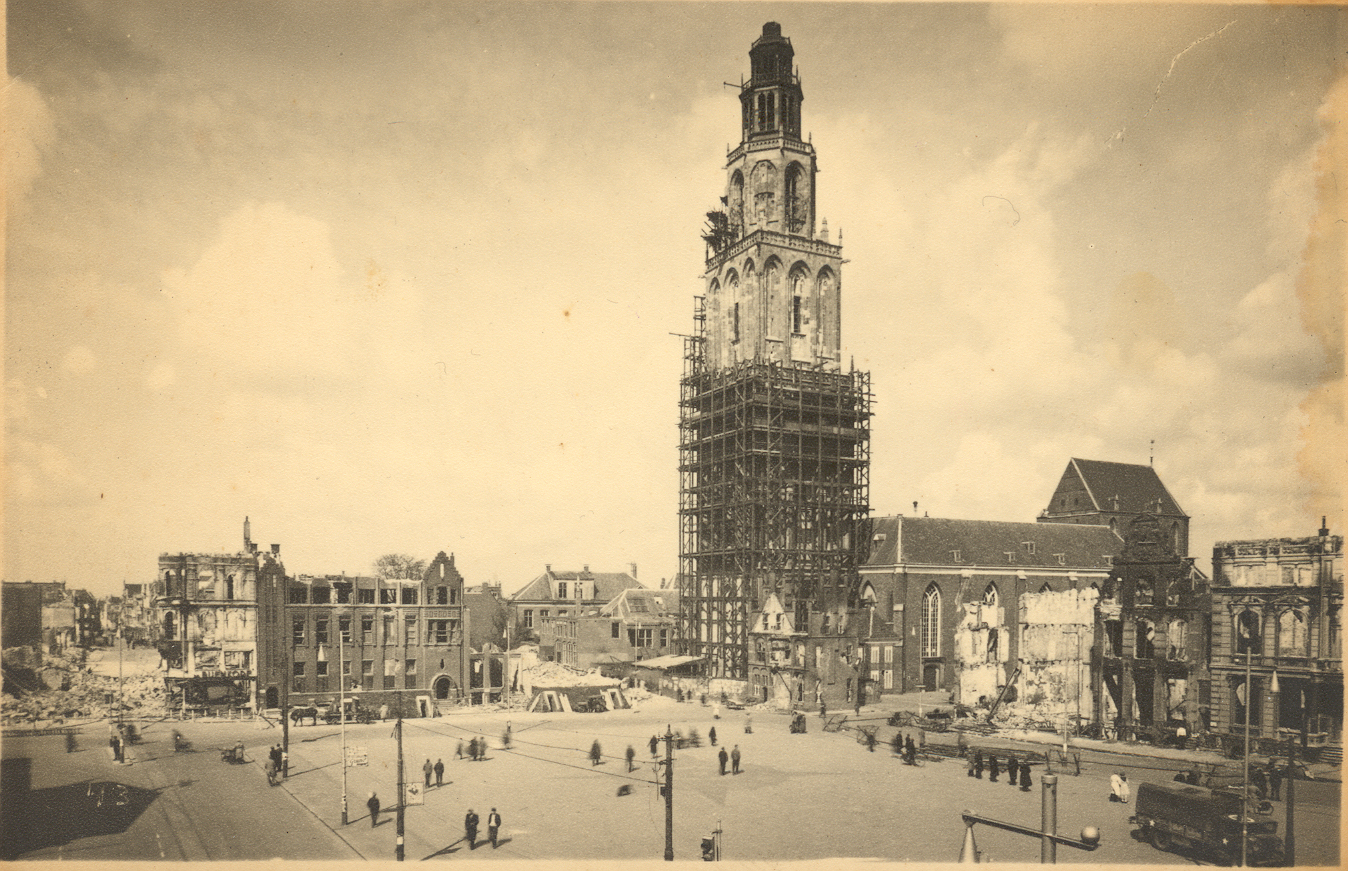
Башня Святого Мартина в 1945 году
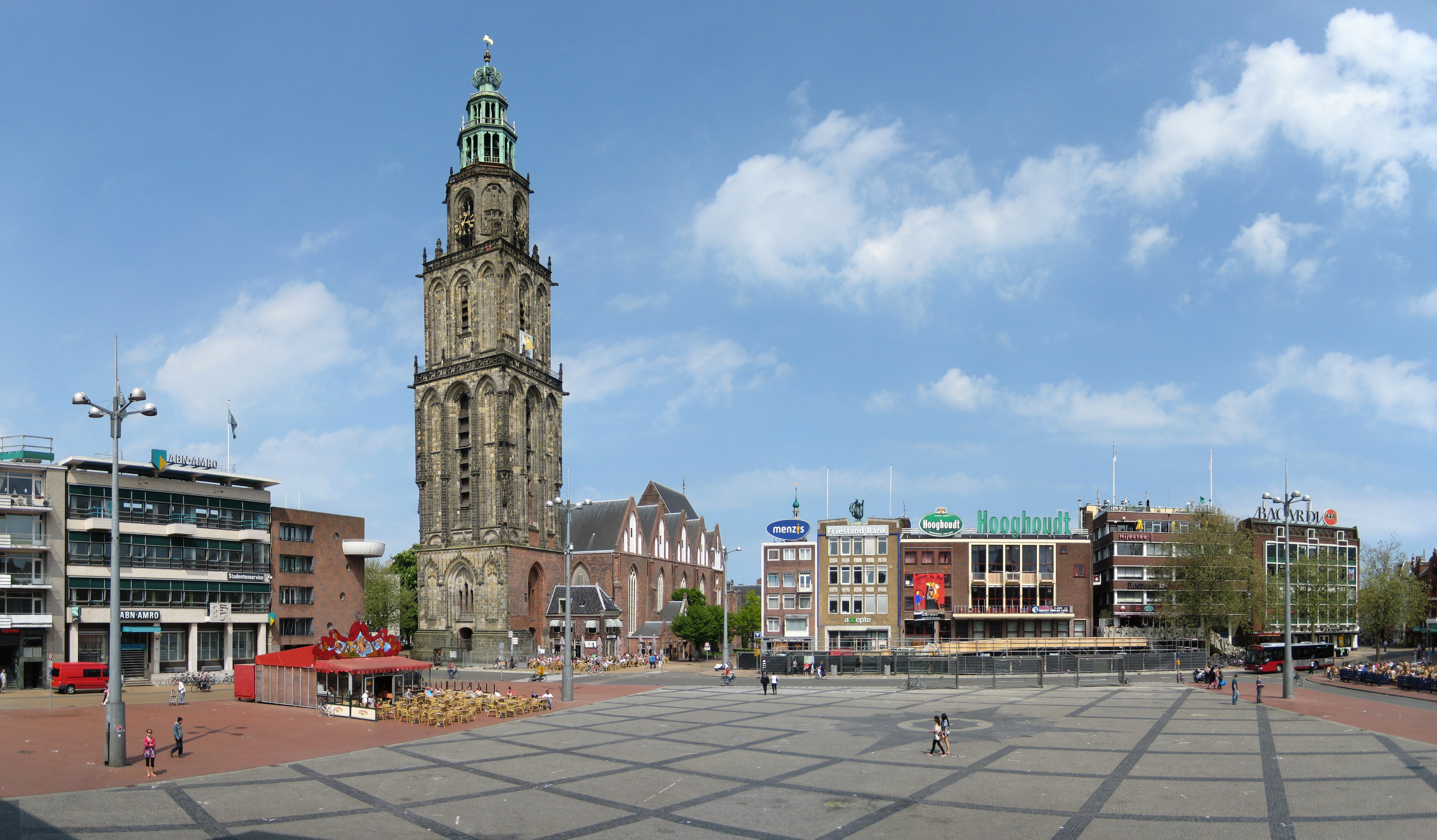
Башня Святого Мартина в 2010 году
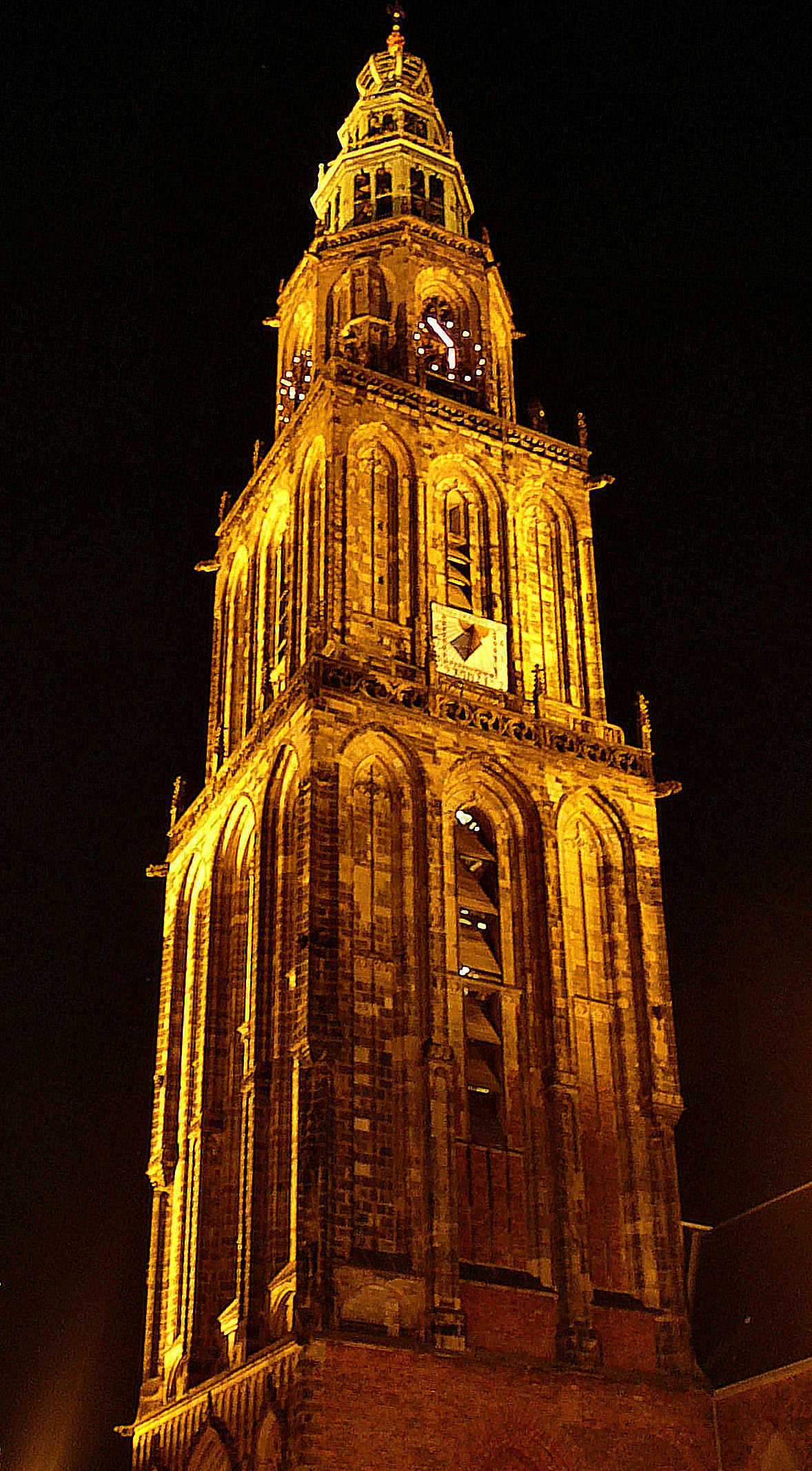
Башня Святого Мартина ночью
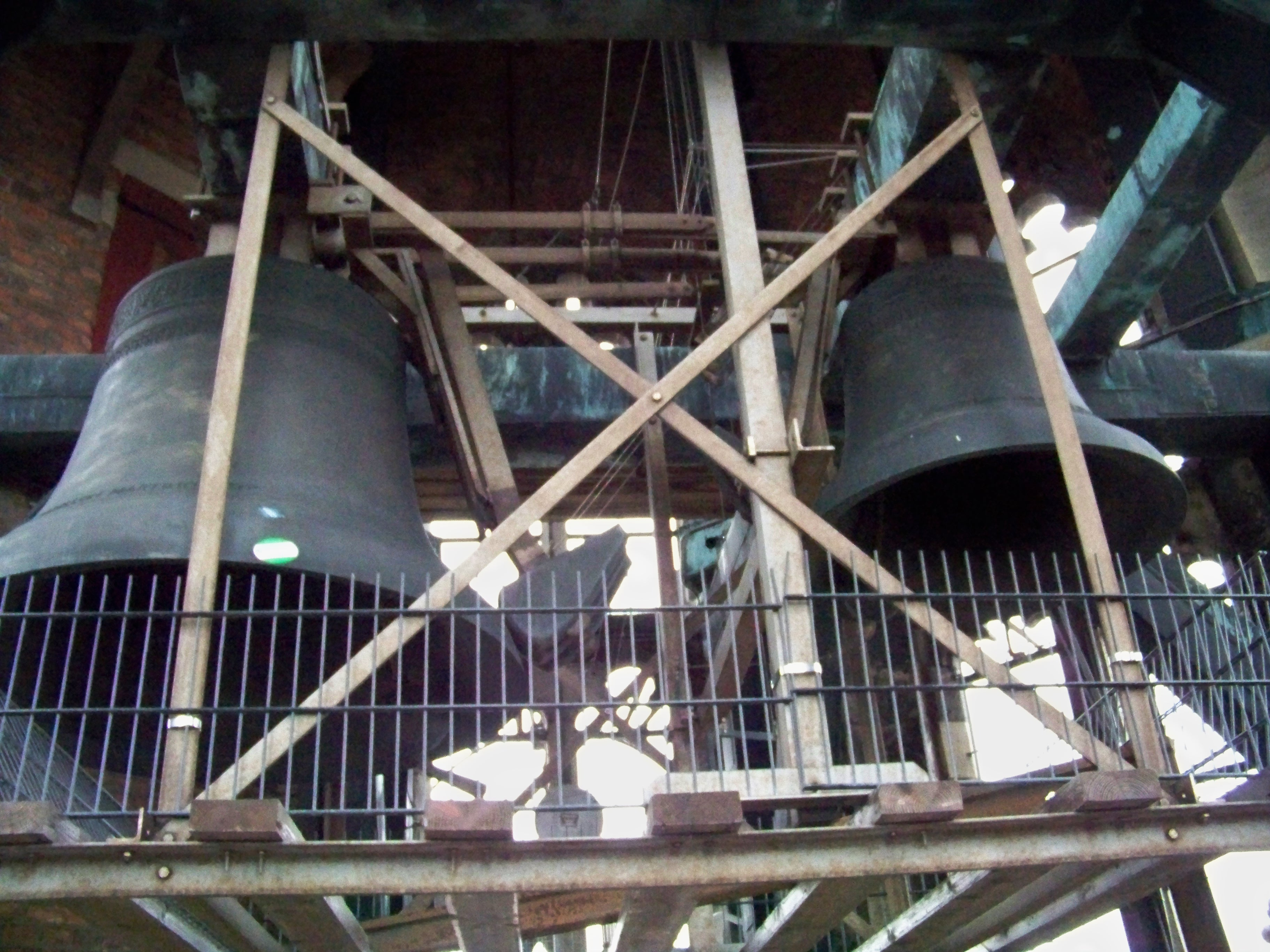
Колокола башни Святого Мартина
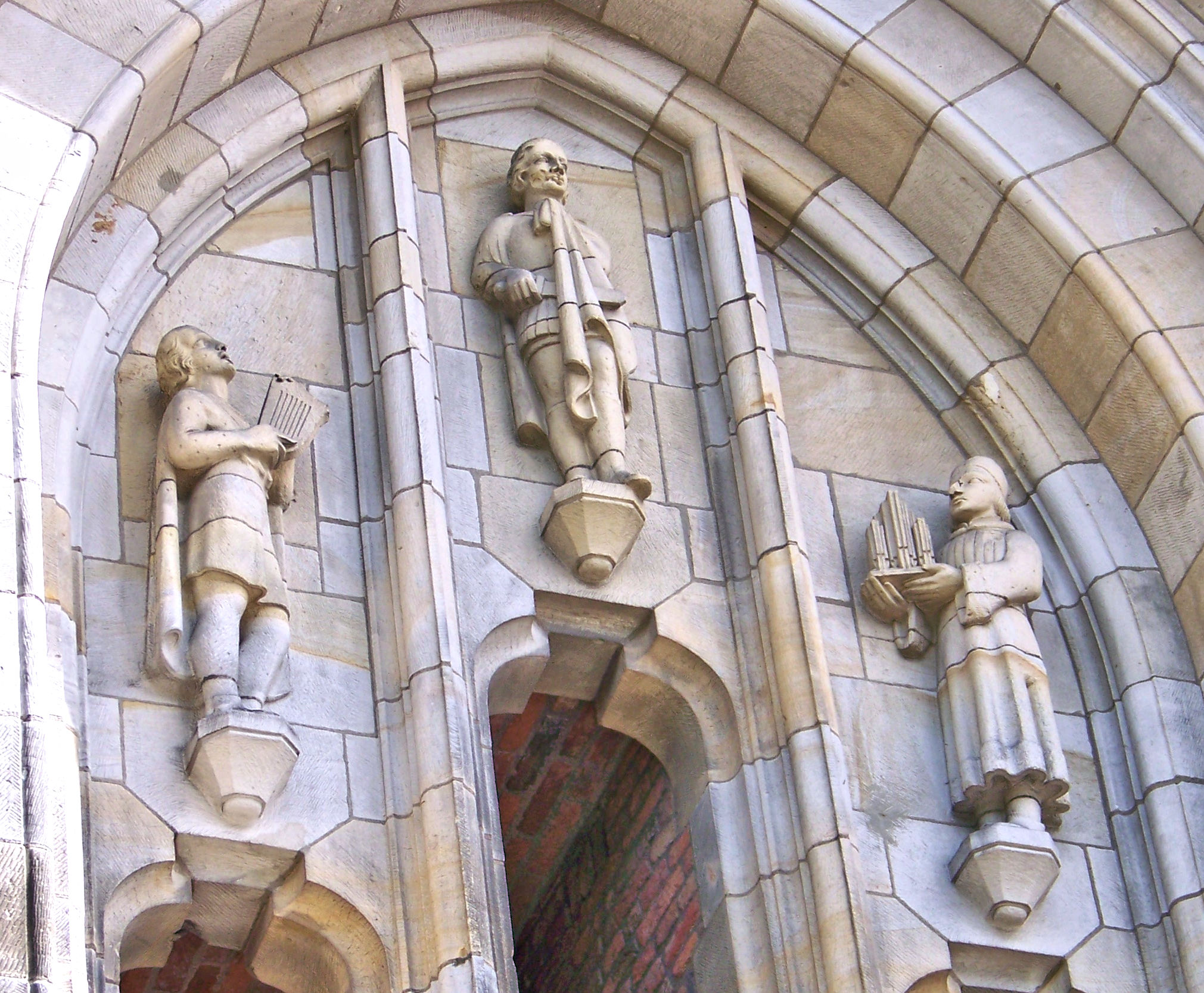
Скульптуры над аркой входа